# Chisocheton pauciflorus
Chisocheton pauciflorus är en tvåhjärtbladig växtart som beskrevs av George King. Chisocheton pauciflorus ingår i släktet Chisocheton och familjen Meliaceae. Inga underarter finns listade i Catalogue of Life.